# Autoscala

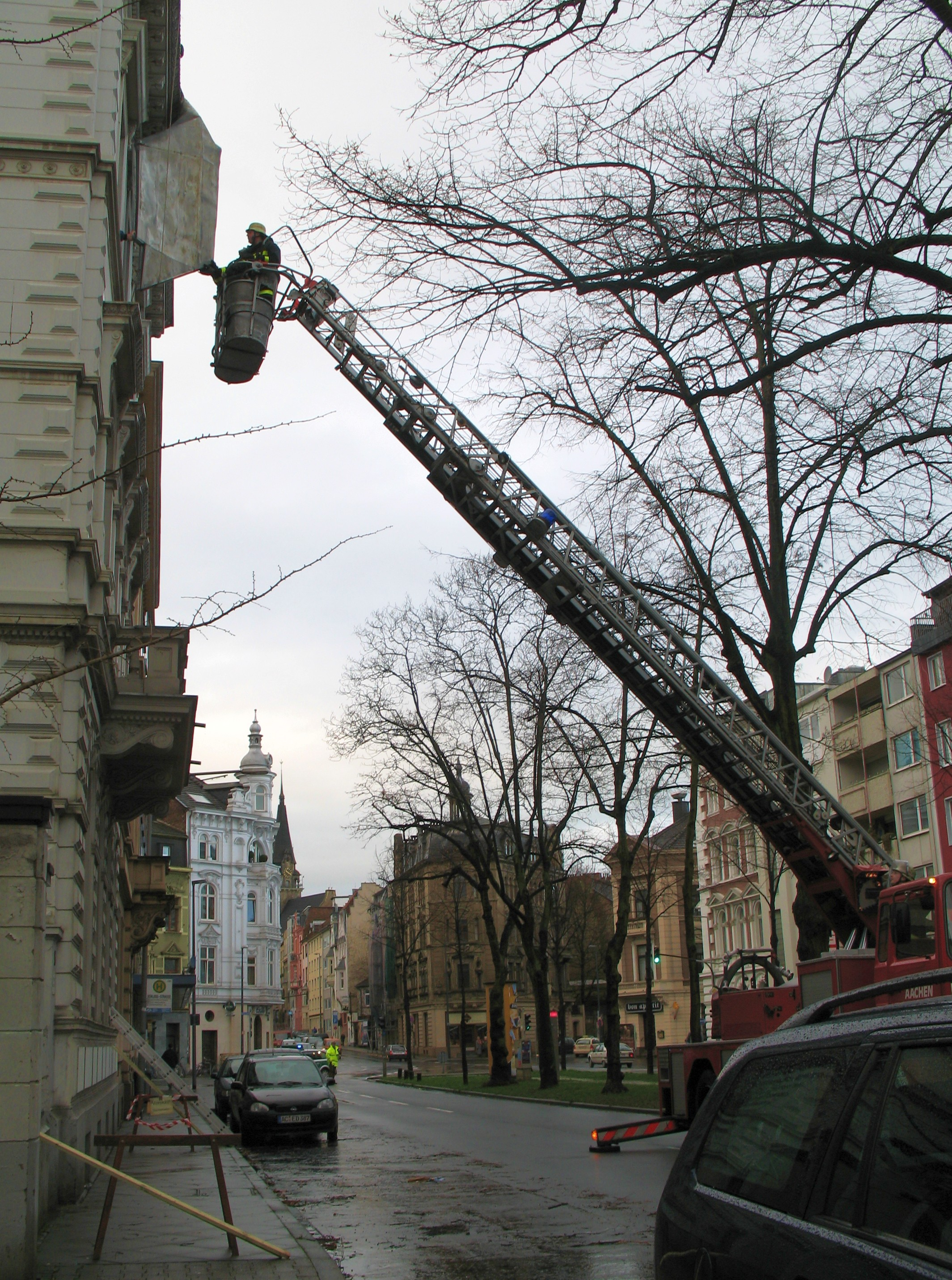
Autoscala dei vigili del fuoco durante un intervento

Un'autoscala è un autoveicolo dotato di una scala (generalmente fissa o estensibile).

## Storia
Prima delle moderne autoscale, nell'antichità si utilizzavano scale trainate da cavalli, con marchingegni per la manovra della scala azionati manualmente. Successivamente si è passato all'installazione su veicoli a motore e all'utilizzo di strutture di acciaio tubolari anziché in legno, garantendo così una maggiore resistenza meccanica e leggerezza.

## Impieghi

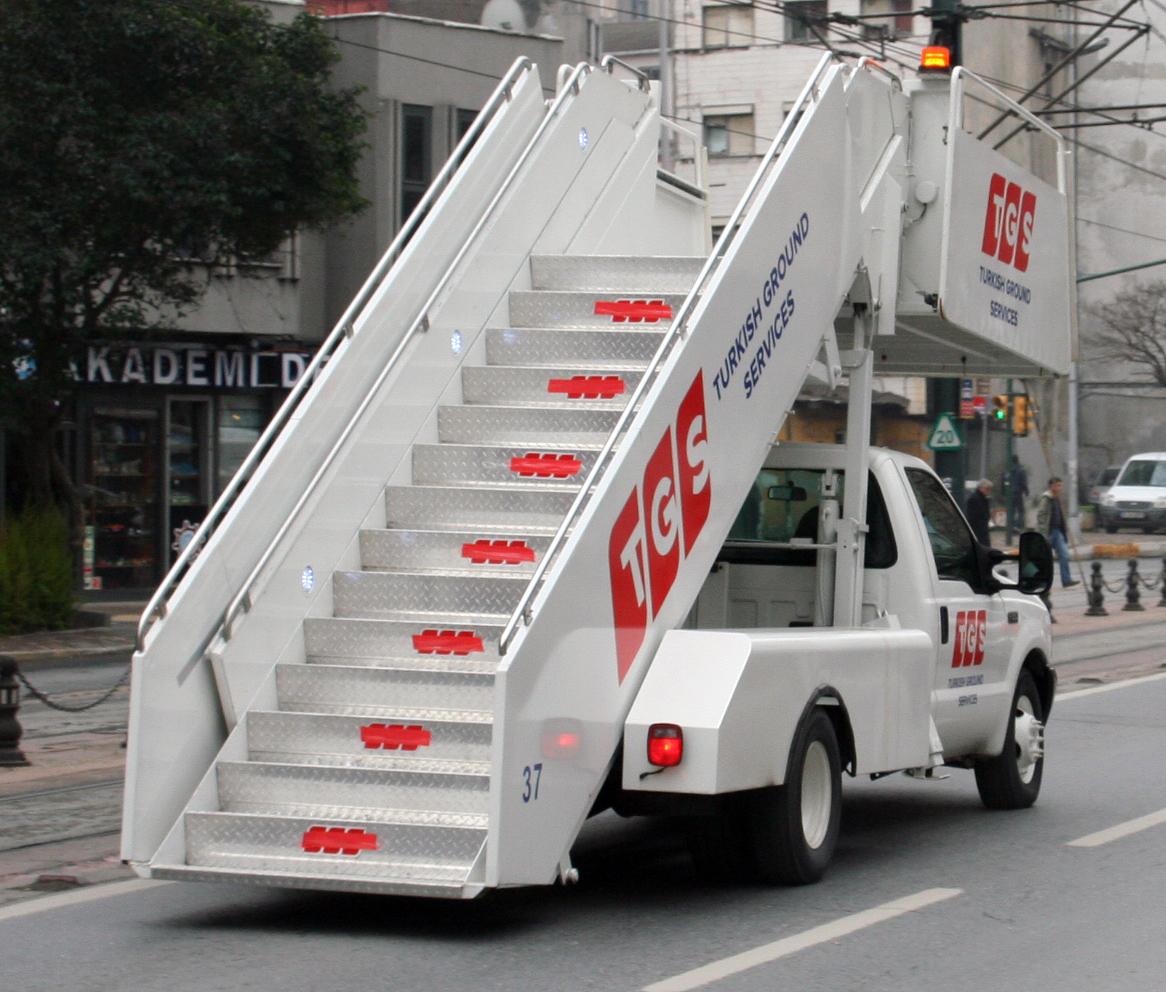
Autoscala Ford F-350 per attività di imbarco/sbarco passeggeri

Le autoscale possono essere utilizzate:
- dai vigili del fuoco, per le attività di salvataggio (ad esempio per recuperare persone rimaste intrappolate all'interno di edifici in fiamme o per rimuovere parti pericolanti poste ad una certa altezza[3]); le moderne autoscale in dotazione ai vigili del fuoco hanno la possibilità di elevarsi, estendersi e ruotare, raggiungendo lunghezze anche di 60 metri;[3]
- all'interno degli aeroporti, per permettere la salita e la discesa dei passeggeri dagli aerei.